# Platypelis pollicaris
Platypelis pollicaris  — вид земноводних роду Platypelis родини Microhylidae.

## Опис
Тіло завдовжки 26-28 мм.

## Поширення
Вид є ендеміком Мадагаскару. Поширений на півночі та у центрі країни. Населяє тропічні та субтропічні низовинні та гірські дощові ліси, плантації, вторинні ліси.

## Спосіб життя
Це деревний вид, все життя проводить у пазухах листків пандануса (Pandanus) і бамбука. Там же проходить розвиток личинок. Він може вижити в злегка деградованих територіях з вторинною рослинністю і зростанням евкаліпта, але не може жити у дуже відкритій місцевості.